# 宋氏祖居
宋氏祖居是已故中华民国总统孙中山夫人宋庆龄、中华民国总统蒋中正夫人宋美龄之父宋嘉树家族曾经居住过的一处住宅，位于中国海南省文昌市昌洒镇古路园村，距海口市约80公里，距文昌市区约30公里。
原有住宅已不复存在，现今建筑物为中华人民共和国官方于1985年重修，1994年成为海南省文物保护单位，是文昌市的一处旅游景点，游客需支付人民币15元的门票方可入内参观。房屋格局类似于北京的四合院，长约25米，宽约15米，呈西南-东北朝向。祖居旁边辟有宋氏家族纪念馆，陈列着与宋氏家族相关的一些历史图片和物件，如孙中山与宋庆龄的婚誓书、中共领袖毛泽东写给宋庆龄的书信以及宋氏家族成员探访祖居的照片等。“宋氏祖居”四个字的牌匾为红底黄字，是已故中华人民共和国最高领导人邓小平所书。